# Bodegraven
Bodegraven este o comună și o localitate în provincia Olanda de Sud, Țările de Jos.

## Localități componente
Bodegraven, Meije, Nieuwerbrug.